# غوراجوب مرادبيغ (مقاطعة دالاهو)
غوراجوب مرادبيغ (بالفارسية: گوراجوب مرادبیگ) هي قرية تقع في كرمانشاه في إيران. يقدر عدد سكانها بـ 0 نسمة بحسب إحصاء 2016.